# União das Freguesias de Campos e Vila Meã
Die União das Freguesias de Campos e Vila Meã ist eine portugiesische Gemeinde (Freguesia) im Kreis (Concelho) Vila Nova de Cerveira im Nordwesten Portugals.

## Geschichte
Die Gemeinde entstand im Zuge der Gebietsreform vom 29. September 2013 durch die Zusammenlegung der ehemaligen Gemeinden Campos und Vila Meã. Campos wurde Sitz der neuen Verwaltung.

## Demographie
| Freguesia | Freguesia         | Freguesia | Freguesia       | ehemalige Freguesias | ehemalige Freguesias | ehemalige Freguesias | ehemalige Freguesias |
| --------- | ----------------- | --------- | --------------- | -------------------- | -------------------- | -------------------- | -------------------- |
| Wappen    | Freguesia         | Einwohner | Fläche in (km²) | Wappen               | Freguesia            | Einwohner            | Fläche in (km²)      |
|           | Campos e Vila Meã | 1751      | 8,76            |                      | Campos               | 1367                 | 5,27                 |
|           | Campos e Vila Meã | 1751      | 8,76            | Vila Meã             | 347                  | 3,49                 |                      |